# Laphystia annulata
Laphystia annulata interrupta là một phân loài ruồi trong họ Asilidae. Laphystia annulata interrupta được Hull miêu tả năm 1957.